# Cláudio Cruz
Cláudio Cruz (São Paulo, 16 de março de 1967) é um violinista e regente brasileiro.
Em 2021, fará a direção musical do clássico da Broadway "West Side Story", obra de Leonard Bernstein e Stephen Sondheim que contará com Beto Sargentelli e Giulia Ndruz nos papéis protagonistas e estreará no Theatro São Pedro em São Paulo.

## Biografia
Iniciou-se na música com seu pai, o luthier João Cruz. Posteriormente recebeu orientações de Erich Lehninger, Maria Vischnia (violino) e Olivier Toni (Teoria e Regência).
Foi premiado pela Associação Paulista de Críticos de Artes (APCA), Prêmio Carlos Gomes, Prêmio Bravo, Grammy Awards entre outros.
Tem atuado como Regente Convidado em diversas orquestras, entre elas a Orquestra Sinfônica do Estado de São Paulo (Osesp), Minas Filarmônica, Orquestra Sinfônica Brasileira, Sinfônica do Teatro Municipal de São Paulo, Sinfônica do Teatro Municipal do Rio de Janeiro, Petrobrás Sinfônica, Filarmônica do Uruguai, Orquestra de Câmara de Osaka, Orquestra de Câmara de Toulouse, Orquestra Sinfônica de Avignon, Northern Sinfonia (Inglaterra), a Sinfonia Varsovia, New Japan Philharmonic, Hyogo Academy Orchestra, Hiroshima Symphony (Japão), Svogtland Philharmonie (Alemanha), Jerusalem Symphony Orchestra entre outras. Participou de diversos Festivais de Música, no Brasil destaca-se sua participação como Regente da Orquestra Acadêmica do Festival Internacional de Campos de Jordão em 2010 e 2011, Diretor Pedagógico do Festival Internacional de Campos do Jordão em 2012, Diretor Artístico da Oficina de Música de Curitiba (música Erudita) 2015 a 2017, também participou do Festival de Verão da Carinthia (Áustria) e Festival Internacional de Música de Cartagena onde atuou como camerista e Regente Convidado da Osesp. Participou do Festival Internacional de Música de Câmara “La Musica” na Flórida (EUA) de 2014 a 2018 e do Festival Internacional de Música e Câmara da Universidade da Geórgia (EUA).
Foi Diretor Musical da Orquestra de Câmara Villa-lobos, Regente Titular das Sinfônicas de Ribeirão Preto, de Campinas e da Orquestra Sinfônica do Teatro Municipal do Rio de Janeiro.
De 1990 a 2012 ocupou o cargo de Spalla da Osesp. Atualmente é Regente e Diretor Musical da Orquestra Jovem do Estado de SPe primeiro violino do Quarteto de Cordas Carlos Gomes.
Gravou três CDs com a Orquestra de Câmara Villa-Lobos, sendo um deles inteiramente consagrado a obras de Edino Krieger. Com a Orquestra Sinfônica de Ribeirão Preto, gravou um CD de Sinfonias (Quinta Sinfonia de Beethoven e Sinfonia Quarenta de Mozart), um CD de Aberturas de Óperas e um CD de Antônio Carlos Jobim (arranjos feitos por Mario Adnet especialmente para esta orquestra). Com a Orquestra Sinfônica de Campinas gravou o CD “Campinas de todos os Sons” com obras de Carlos Gomes. Com a Northern Sinfonia, gravou um CD (selo Avie) com obras de E. Elgar e Hans Gal, que foi indicado ao International Grammy Awards 2013. Neste mesmo ano, gravou um CD com obras de Olivier Toni (selo SESC). Com a Orquestra Jovem do Estado de SP, gravou um primeiro CD em 2015 com obras de Villa-Lobos, Guerra-Peixe e Shostakovich, em 2016 com obras de Berlioz e Tchaikovsky, em 2017 obras de Bartok, Kodaly, Flo Meneses, em 2018 a Quinta Sinfonia de Mahler. A Ojesp recebeu recentemente o prêmio de melhor concerto do ano pelo Guia Folha e o DC Boulez+(CD de violino solo dedicado a música Contemporânea) recebeu o prêmio de melhor CD do ano pela Revista Concerto. Gravou um CD na Inglaterra tocando o Duo de Kodaly com Antônio Meneses. Em 2017 gravou um novo CD com a Royal Northern Sinfonia em New Castle (Inglaterra). Com o Quarteto Carlos Gomes gravou um CD dos três quartetos de Alberto Nepomuceno (selo Sesc) e um com obras de Carlos Gomes, Alexandre Levy e Glauco Velasquez (selo Sesc), este recebeu o prêmio Bravo de Melhor Cd Erudito do Ano em 2018. Lançou as edições dos Quartetos de Alberto Nepomuceno, Sonata de Carlos Gomes, Quartetos de Alexandre Levy e Glauco Velasquez pela Editora da Osesp.
Atuou como Diretor Musical e Regente nas montagens das óperas Lo Schiavo e Don Giovanni em Campinas, Rigoletto, La Boheme e “Ópera de todos os Tempos” em Ribeirão Preto, Don Giovanni e com a Orquestra do Theatro São Pedro em São Paulo, La Belle Helene de J. Offenbach em 2017 e em Sonho de uma noite de verão de Britten em 2018.
Com a Orquestra Jovem do Estado de São Paulo participou do Festival MDR Musiksommer na Alemanha em 2012, Festival Young Euro Classic em Berlim em 2013, Festival Berlioz na França e no Grachtenfestival emAmsterdam em 2014, em março de 2015 realizou concertos no Lincoln Center em Nova York e no Kennedy Center em Washington.
Em 2019 gravou um Cd com obras de Claudio Santoro com a Orquestra Jovem, dois CDs de compositores brasileiros (Meneleu Campos e Henrique Oswald) e o quarteto Nr.3 de Villa-lobos com o Quarteto Carlos Gomes, os trios de Villa-lobos com Antônio Meneses, Ricardo Castro e Gabriel Marin.
Em 2021, fará a direção musical do clássico da Broadway "West Side Story", obra de Leonard Bernstein e Stephen Sondheim que contará com Beto Sargentelli e Giulia Ndruz nos papéis protagonistas e estreará no Theatro São Pedro em São Paulo.